# Crkva sv. Leopolda Mandića (Orehovica)
Crkva sv. Leopolda Mandića   je rimokatolička crkva u mjestu Orehovica, općini Bedokovčina zaštićeno kulturno dobro.

## Opis dobra
Jednobrodna župna crkva svetog Leopolda Mandića smještena je na povišenom položaju naselja Orehovica, općina Bedekovčina. Glavno pročelje crkve klasicistički je oblikovano s masivnim zvonikom zasječenih uglova pokrivenim piramidalnom kapom. U crkvu se ulazi kroz predprostor koji je podijeljen na tri jedinice. Na prostranu lađu nastavlja se uže svetište ravnog zaključka, oba nadsvođena pruskim svodom. Sjeverno od svetišta je pravokutna sakristija. Današnja crkva sagrađena je 1853. godine, a primjer je klasicističke sakralne arhitekture Hrvatskog zagorja s elementima koji naglašavaju čistoću i preglednost arhitekture.

## Zaštita
Pod oznakom Z-2846 zavedena je kao nepokretno kulturno dobro - pojedinačno, pravnog statusa zaštićena kulturnog dobra, klasificirano kao "sakralna graditeljska baština".